# Le Briseur de chaînes
Pour plus de détails, voir Fiche technique et Distribution.
Le Briseur de chaînes est un film français de Jacques Daniel-Norman sorti en 1941.

## Synopsis
Antoine Mouret, un restaurateur autoritaire, fait figure de chef d'une grande famille où, pour des questions d'intérêt, on ne se marie qu'entre cousins. Mais certains ont d'autres projets, Marcus en particulier quand il rencontre une jeune fille du cirque de passage.

## Fiche technique
- Titre : Le Briseur de chaînes
- Titre alternatif : Mamouret
- Réalisation : Jacques Daniel-Norman
- Scénario : Jean Sarment, d'après sa pièce de théâtre « Mamouret »
- Photographie : Christian Matras
- Musique : Vincent Scotto
- Son : Pierre Calvet
- Décors : Lucien Aguettand
- Année : 1941
- Pays de production :  France
- Production   :    Pathé cinéma
- Format : Son mono - Noir et blanc
- Genre : Comédie romantique
- Durée : 117 minutes
- Date de sortie : 
  - France : 23 décembre 1941
- Affiches : Jacques Bonneaud, René Péron (France)

## Distribution
- Pierre Fresnay : Marcus
- Marcelle Géniat : Mamouret
- Blanchette Brunoy : Marie-Josèphe
- Ginette Leclerc : Graziella
- André Brunot : Antoine Mouret
- Raoul Marco : Alphonse
- Alfred Adam : Guillaume
- Gilberte Géniat : Estelle
- Ginette Baudin : Gisèle
- Marthe Mellot : Héloïse
- René Blancard : Ferdinand
- Jeanne Véniat : Armandine
- Jean-Henri Chambois : Horace (sous le nom de « Chambois »)
- Paul Delauzac : L'évêque (sous le nom de « Delauzac »)
- René Forval : Le curé
- Julien Maffre : Titin
- Louis Seigner : Le ministre
- Georges Rollin : Laurent
- Charles Dullin : Esprit
- Ellen Briand : Victorine
- Colette Régis : Mme Ferdinand
- Paula Valmont : Mme Alphonse
- Andrée Sylvane : Mme Jules
- Suzy Yorelle : La cliente
- Georges Vandéric : Le préfet (sous le nom de « Vandéric »)
- Derives : Le docteur
- Marcel d'Orval : Jules (sous le nom de « D'Orval »)
- Maurice Salabert : Edouard
- Lucien Dorval : Girard
- Raymond Bussières : Le camelot
- Marcel Pérès : Billembois (sous le nom de « Peres »)
- Paul Courant : Sonnailles
- J.A. Bonnaud : Léonard
- Robert Dartois : Liégeois
- Jean-Jacques : Le petit garçon
- Maryvonne Testard : La petite fille
- Paul Demange : Le photographe (non crédité)
- Paul Barge (non crédité)
- Henri Bargin (non crédité)
- Albert Broquin (non crédité)
- René Lefèvre-Bel (non crédité)